# Forcipomyia inconspicuosa
Forcipomyia inconspicuosa är en tvåvingeart som beskrevs av Ingram och John William Scott Macfie 1924. Forcipomyia inconspicuosa ingår i släktet Forcipomyia och familjen svidknott.
Artens utbredningsområde är Ghana. Inga underarter finns listade i Catalogue of Life.